# 1968년 폴란드 정치위기
1968년 3월 폴란드에서는 폴란드 인민공화국을 통치하던 폴란드 통일노동자당에 반대하는 대규모 학생, 지식인 및 기타 항의 시위가 잇따라 발생했다. 이 위기로 인해 전국 주요 학술 센터에서 보안군이 학생 파업을 진압했고, 이후 폴란드 반체제 운동이 탄압받았다. 또한 반유대주의 (반시온주의로 명명된) 캠페인이 동반되어 대규모 이민이 발생했다. 이 캠페인은 내무부 장관인 미에치스와프 모차르 장군이 폴란드 통일노동자당(PZPR) 제1서기 브와디스와프 고무우카의 승인을 받아 수행했다. 이 시위는 이웃 체코슬로바키아의 프라하의 봄 사건과 겹쳐 인텔리겐치아들 사이에 민주 개혁에 대한 새로운 희망을 불러일으켰다. 체코슬로바키아의 불안은 1968년 8월 20일 바르샤바 조약군의 체코슬로바키아 침공으로 절정에 달했다.
반시온주의 캠페인은 1967년에 시작되었으며, 제3차 중동 전쟁 이후 소련이 이스라엘과의 모든 외교 관계를 철회하는 것과 동시에 진행되었지만, 폴란드 통일노동자당 내부의 권력 투쟁도 포함하고 있었다. 이후 모차르와 그의 파벌이 주도한 집권당 내부의 숙청은 고무우카 정부를 전복시키는 데 실패했지만, 이오시프 스탈린이 제2차 세계 대전 이후 임명한 전문직, 당 관료, 비밀경찰 간부를 포함하여 유대인 혈통의 공산주의자 수천 명이 폴란드에서 추방되는 결과를 낳았다. 신중하게 연출된 공개적인 지지 시위에서 폴란드 전역의 공장 노동자들이 모여 공개적으로 시온주의를 비난했다. 최소 13,000명의 유대계 폴란드인들이 직위 해제 및 기타 다양한 형태의 괴롭힘으로 인해 1968년에서 1972년 사이에 이민을 갔다.

## 배경
1960년대 후반의 정치적 혼란은 서방에서 베트남 전쟁에 대한 점점 더 폭력적인 시위로 나타났으며, 특히 학생들 사이에서 1968년 유럽 전역에 파급된 수많은 시위와 반란 사례를 포함했다. 이 운동은 동구권에서 1968년 1월 5일에 시작된 프라하의 봄 사건으로 반영되었다. 체코슬로바키아에서의 시위 물결은 더 광범위한 반체제 사회 동원의 정점을 찍었다. 이반 크라스테프에 따르면, 개인 주권을 강조한 서유럽의 1968년 운동은 주로 국가 주권에 초점을 맞춘 동구권의 운동과 근본적으로 달랐다.
폴란드에서는 1960년대 중반에 대학, 문학계, 그리고 전반적인 지식인들에 대한 공산당의 통제와 관련된 위기가 심화되었다. 캠퍼스에서 정치 활동으로 박해받은 사람들 중에는 야체크 쿠로뉴, 카롤 모젤레프스키, 아담 미흐니크, 바르바라 토루인치크 등이 있었다. 10년 전, 폴란드는 포즈난 1956년 시위와 폴란드의 10월 사건의 현장이었다.

## 1967년 아랍-이스라엘 전쟁에 대한 반응

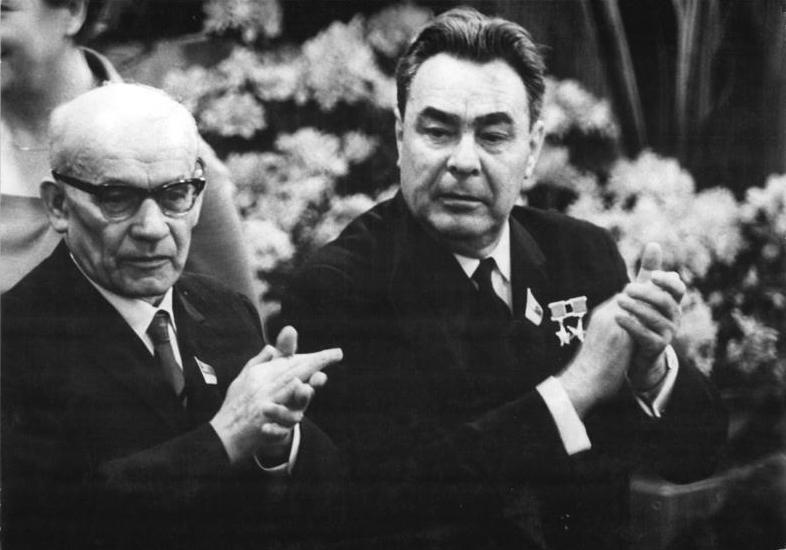
1967년 4월 17일 베를린에서 브와디스와프 고무우카와 레오니트 브레즈네프

1967년 사건과 폴란드 공산당 지도자들이 소련의 지시를 따라야 할 필요성은 인민 폴란드와 이스라엘 간의 비교적 온건했던 관계를 변화시켰다. 국제적 요인과 국내적 요인이 결합되어 폴란드에서는 내부 적들에 대한 증오 캠페인이 발생했으며, 그중 유대인들이 가장 두드러진 표적이 되었다.
1967년 6월 5일 이스라엘-아랍 제3차 중동 전쟁이 시작되자, 폴란드 정치국은 다음 날 회의를 열어 정책을 결정하고 "이스라엘의 침략"을 규탄하며 "아랍 국가들의 정당한 투쟁"에 대한 전폭적인 지지를 선언했다. 브와디스와프 고무우카 제1서기와 유제프 치란키에비치 총리는 6월 9일 모스크바에서 열린 공산주의 지도자들의 중동 회의에 참석했다. 참가자들은 우울한 분위기에서 숙고했다. 결정된 내용에는 바르샤바 조약 기구의 아랍 국가들에 대한 군사 및 재정 지원 지속과 이스라엘과의 외교 관계 단절이 포함되었는데, 이 중 루마니아만이 참여를 거부했다.
폴란드에서 언론 캠페인이 시작되었고, 곧이어 여러 도시와 직장에서 "반이스라엘 제국주의" 집회가 열렸다. 정부 대표단이 바르샤바로 돌아온 후, 비관적이고 핵 대결을 두려워하며 많은 폴란드 유대인들 사이에서 이스라엘에 대한 지지 보고서에 짜증이 난 고무우카는 6월 19일 노동조합 회의에서 이스라엘의 침략이 "폴란드 시민인 유대인들의 시온주의 서클에서 박수를 받았다"고 선언했다. 고무우카는 특히 "이 말이 자신에게 향한다고 느끼는 사람들"에게 이민을 요청했지만, 에드바르트 오하프와 다른 정치국원들이 반대하여 연설문 출판 전에 이 발언이 삭제되었다. 고무우카는 반유대인 인사 숙청을 지시하지는 않았지만, 그의 측근인 제논 클리슈코와 이그나치 로가-소윈스키의 지지를 받아 이른바 "반시온주의" 캠페인이 어쨌든 시작되었다. 이 캠페인은 내무부 장관인 미에치스와프 모차르 장군과 오랫동안 "유대인과 결판을 낼" 기회를 기다려온 일부 군사 지도자들, 그리고 다른 관리들에 의해 열렬히 증폭되었다. 6월 28일 내무부에는 382명의 "시온주의자" 명단이 제출되었고, 폴란드군 유대인 장군 및 기타 고위 장교들부터 숙청이 서서히 진행되었다. 1967년에서 1968년 사이에 약 150명의 유대인 장교들이 해고되었는데, 여기에는 체스와프 만키에비치 국가 대공 방어 책임자도 포함되었다. 마리안 스피할스키 국방부 장관은 만키에비치를 옹호하려다가 자신의 입지를 위태롭게 했다. 내무부는 유대인 조직이 미국 유대인 공동 배분 위원회로부터 해외 기부금을 받는 것을 금지하는 제안을 다시 제출했다. 이번에는 이전과 달리 요청이 폴란드 통일노동자당 중앙위원회 사무국에서 신속하게 승인되었고, 폴란드에서 잘 발전된 유대인 사회, 교육 및 문화 조직 활동은 대폭 축소되거나 사실상 해체되었다.
1967년에는 약 200명이 일자리를 잃고 당 최고 지도부에서 해임되었는데, 여기에는 당의 주요 일간지인 트리부나 루두의 편집장인 레온 카스만도 포함되었다. 카스만은 소련에서 폴란드로 낙하산으로 침투해 온 전쟁 시절부터 모차르의 미움을 받던 경쟁자였다. 1968년 3월, 모차르의 부서가 오랫동안 원했던 자유를 마침내 얻게 된 후, 폴란드 과학 출판사(PWN)의 편집부에서 40명의 직원이 해고되었다. 이 주요 국영 출판사는 공식 대백과사전 여러 권을 발행했다. 모차르와 다른 이들은 1967년 가을에 제2차 세계 대전 문제, 즉 유대인 순교와 나치 절멸 수용소에서 살해된 유대인의 불균형한 숫자를 강조하는 불균형한 처리에 대해 항의했다.
폴란드 학자 브워지미에시 로젠바움의 말에 따르면, 제3차 중동 전쟁은 "고무우카에게 '일거양득'의 기회를 제공했다. 그는 "반시온주의" 정책을 사용하여 당의 자유주의 진영의 매력을 약화시킬 수 있었고, 유대인 문제를 전면에 내세워 당내 민족주의 파벌에 대한 지지를 약화시키고 자신의 입지를 더욱 강화할 수 있었다." 동시에 자신의 지지자들을 위한 정치적 전망을 확보했다.
1967년 6월 19일, 고무우카는 연설에서 "우리는 우리나라에 제5열이 생기는 것을 원치 않는다"고 경고했다. 이 문장은 출판본에서 삭제되었지만, 그는 1968년 3월 19일과 같은 연이은 연설에서 이러한 견해를 반복하고 발전시켰다. 1967년 6월 27일, 제1서기는 루마니아의 입장을 부끄러운 것으로 특징지었고, 이스라엘의 핵무기 생산을 예언했으며, "두 개의 영혼과 두 개의 조국"을 가진 사람들이 직면할 결과에 대해 일반적으로 이야기했다. 고무우카의 반이스라엘 및 반유대주의적 수사에 따라, 보안 기관은 유대인 출신 관리들을 조사하고 폴란드 기관에서 '숨겨진 시온주의자'를 찾기 시작했다.

## 바르샤바 시위

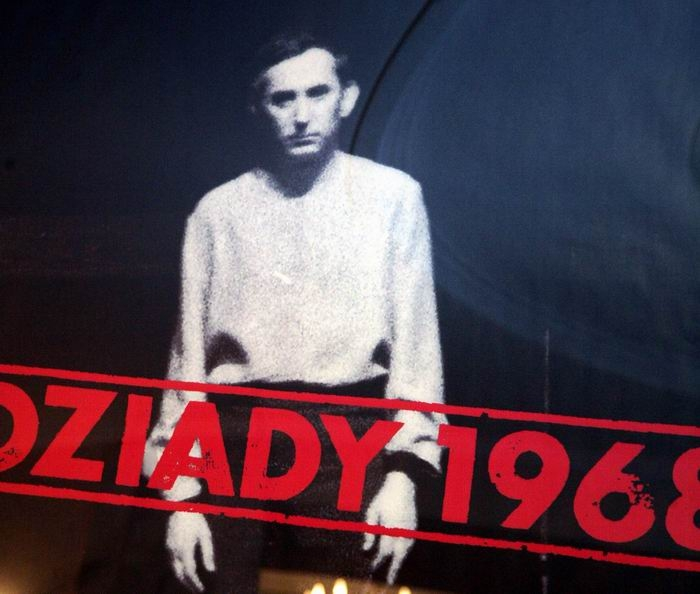
지아디 연극과 그 취소는 학생 시위와 당국의 폭력적인 진압을 촉발했다.

1968년 3월 봉기는 겉으로는 바르샤바에서 일련의 사건들로 촉발된 듯 보였지만, 실제로는 수년간 폴란드에 축적된 경향들의 정점이었다. 경제 상황은 악화되었고, 1967년에는 육류 가격이 급격히 상승했다. 1968년에는 다가올 환전 소문과 그에 따른 패닉으로 시장이 더욱 불안정해졌다. 산업 생산성 목표는 상향 조정되었고, 동시에 임금은 삭감되었다. 브와디스와프 고무우카 제1서기는 모든 변화를 두려워했다. 점차 심해지는 검열은 지적 생활을 억압했고, 침체의 지루함과 절망감(경력 전망 부재)은 사회적 갈등을 야기했다. 1956년 폴란드의 10월 운동이 불러일으킨 기대와 1960년대 "현실사회주의" 생활의 현실 사이의 불균형은 좌절감을 증폭시켰다.
1968년 1월 말, 집권당인 폴란드 통일노동자당 중앙위원회의 좋지 않은 반응 이후, 정부 당국은 카지미에시 데이메크가 국립극장 (바르샤바)에서 연출한 아담 미츠키에비치의 낭만주의 연극인 지아디(1824년 작) 공연을 금지했다. 이 연극이 반러시아적이고 반소련적 내용을 포함하고 있으며 지나치게 친종교적인 입장을 대변한다는 주장이 제기되었다. '지아디'는 11회 공연되었고, 마지막 공연은 1월 30일이었다. 공연 금지 이후 마지막 공연 후 시위가 있었고, 그 결과 많은 사람들이 경찰에 구금되었다. 데이메크는 당에서 제명되고 국립극장에서 해고되었다. 그는 폴란드를 떠났다가 1973년에 돌아와 연극 연출을 계속했다.
2월 중순, '지아디' 검열에 항의하는 청원서가 3천 명(또는 출처에 따라 4천2백 명 이상)의 서명을 받아 학생 시위자 이레나 라소타에 의해 의회에 제출되었다. 2월 29일 4백 명 이상의 참석자가 모인 비상 회의에서 폴란드 작가 연맹 바르샤바 지부는 금지 조치와 언론의 자유에 대한 다른 침해를 규탄했다. 연사들은 모차르 장관의 파벌과 당 전체가 반유대주의 사건의 책임이 있다고 비난했는데, 이는 그 캠페인이 확산되고 있었기 때문이었다.[a] 3월 4일, 코만도시 그룹의 일원인 반체제 인사 아담 미흐니크와 헨리크 슈라이페르가 바르샤바 대학교에서 해임되었다고 당국이 발표했다. 3월 8일 대학에서 약 500명(또는 약 1,000명)의 학생 시위대가 "노동자 활동가"(아마도 사복 경찰)와 제복 경찰의 폭력적인 공격을 받았다. 그럼에도 불구하고 바르샤바의 다른 고등 교육 기관들도 다음 날 시위에 동참했다.

## 학생 및 지식인 주도 운동
폴란드 과학 아카데미의 다리우시 가빈은 1968년 3월 사건이 코만도시, 즉 좌익 학생 정치 활동 단체의 전 구성원들의 지속적인 영향으로 인해 원래의 소박한 목표를 넘어 이후 수십 년 동안 신화화되었다고 지적했다. 1968년 위기 동안, 반체제 학계는 서면 기록이나 프로그램 면에서 거의 아무것도 생산하지 못했다. 그들은 자신들의 의도와 행동에 대한 선전의 오해와 예상치 못한 폭력적인 탄압으로 인해 도덕적 충격을 경험했다. 그들은 또한 폴란드 인민공화국에 혁명적 개혁을 가져오려는 이상주의적 시도에 대한 당국(공격)과 사회(무관심)의 반응으로 인해 이념적 충격을 경험했다. 개혁 운동이 명백한 국가사회주의 체제(및 그들 자신의 좌익적 견해)로부터의 소외가 시작되었다.
학생들은 실제 정치 면에서는 순진했지만, 그들의 지도자들은 1968년에 배포된 짧은 선언문에서 강한 좌익적 신념을 표명했다. 카롤 모젤레프스키와 야체크 쿠로뉴의 1964년 "수정주의" 선언문의 정신을 따라, 그들은 마르크스-레닌주의 "프롤레타리아 독재"의 이상과 사회주의 원칙에 대한 존중을 요구했다. 시위 학생들은 "인터내셔널가"를 불렀다. 따라서 (가짜) 공장 노동자 활동가들의 바르샤바 대학교 습격은 학생들에게는 전혀 예상 밖의 일이었다. 3월 8일 집회 참가자들은 집으로 돌아가려던 순간 ORMO 자원 예비대와 ZOMO 진압대에게 폭력적으로 구타당했다. 보안군의 불균형적으로 잔인한 반응은 많은 관찰자들에게 정치 지도자들의 사리사욕을 위해 불안을 악화시키고 추가적인 탄압을 용이하게 하려는 도발로 보였다. 3월 9일 바르샤바 공과대학교에서 유사한 시위가 발생했으며, 이 역시 경찰과의 대치와 체포로 이어졌다. 쿠로뉴, 모젤레프스키, 미흐니크는 다시 수감되었고, 코만도스 회원 대다수가 구금되었다. 그러나 이후의 설명에서는 폴란드 시민 사회 운동(1970년대 후반)과 새로운 민주 자유 폴란드 건설의 창립 신화가 1968년 3월 운동의 사회주의적, 좌익적, 혁명적 측면을 지워버렸다.
며칠 만에 시위는 크라쿠프, 루블린, 글리비체, 카토비체, 우치(3월 11일부터), 브로츠와프, 그단스크, 포즈난(3월 12일)으로 확산되었다. 위의 지역에서 빈번했던 시위는 경찰에 의해 잔혹하게 진압되었다. 브로츠와프에서는 3월 14일부터 16일까지, 크라쿠프에서는 3월 14일부터 20일까지, 오폴레에서는 대규모 학생 파업이 일어났다. 바르샤바 대학교(3월 11일)에서는 학생 위원회가, 크라쿠프(3월 13일)에서는 대학 간 위원회가 구성되었다. 우치와 브로츠와프에서도 조직하려는 시도가 있었다. 그단스크, 브로츠와프, 크라쿠프의 노바 후타 국영 기업 직원들과 같은 산업 노동자들을 참여시키려는 노력은 가시적인 효과를 거두지 못했다. 그러나 3월 15일 그단스크에서는 2만 명의 학생과 노동자들이 행진하며 3,700명에 달하는 여러 종류의 보안군과 늦은 저녁까지 싸웠다.
대학생들은 1968년 3월과 4월에 반대 활동 참여로 체포된 사람들 중 25% 미만을 차지했다(운동에서의 수적 우위는 이후 신화의 일부였다고 역사학자 우카슈 카민스키는 썼다). 전국적인 거리 시위 확산에 주도적인 역할을 한 것은 젊은 공장 노동자들과 중고등학생들이었다.

## 탄압
3월 11일부터 표적 집단 및 개인을 비방하는 언론 캠페인이 진행되었다. 추정되는 선동가들의 스탈린주의와 유대인("비폴란드인") 뿌리가 "폭로"되었으며, 폴리티카와 티고드니크 포프셰흐니를 제외한 대부분의 인쇄 매체가 비방 확산에 참여했다. 직장과 주요 도시 광장에서는 대규모 "자발적" 집회가 열렸다. 참가자들은 "학생들은 공부로 돌아가고, 작가들은 글쓰기로 돌아가라", "시온주의자들은 시온으로 가라!", 또는 "우리는 반폴란드 히드라의 머리를 찢어버릴 것이다"라고 외쳤다. 3월 14일, 카토비체의 지역 당 비서 에드바르트 기에레크는 실레시아 상부 군중에게 강경한 어조로 연설했다: (원하는 사람들은) "우리의 평화로운 실레시아 물을 더 탁하게 만들려고 한다... 그 로만 잠브로프스키들, 스테판 스타셰프스키들, 안토니 스워님스키들과 스테판 키셸레프스키 및 파베우 야시에니차 종류의 사람들... 수정주의자들, 시온주의자들, 제국주의의 앞잡이들... 실레시아 물이 그들의 뼈를 으스러뜨릴 것이다...". 기에레크는 연설 중에 새로운 요소를 도입했다. 즉, 지금까지 학생 시위, 시온주의 및 기타 현안에 대해 침묵을 지키던 브와디스와프 고무우카 제1서기에 대한 지지 선언이었다.
최고 지도부의 초기 입장 표명에 대한 주저함은 3월 19일 고무우카의 연설로 끝났다. 그는 파업 참가자들과 정부 협상 가능성을 배제하여, 빠른 우호적 해결에 대한 참가자들의 희망을 꺾었다. 고무우카의 연설은 3천 명의 ("어려운 시기에도 뛰어난") 당 활동가들 앞에서 행해졌으며, 인텔리겐치아에 대한 비난으로 가득했다. 당 지도부는 현재 어려움의 성격과 범위를 완전히 이해하고 평가하기에는 너무 이르다는 것을 깨달았다고 그는 분명히 말했다. 고무우카는 야당 지도자들을 날카롭게 공격하고 자신이 특히 혐오하는 몇몇 작가들(키셸레프스키, 야시에니차, 야누시 슈포탄스키)을 지목했지만, 폴란드 상황에 대한 복잡하고 차별화된 분석을 제시했다(스워님스키는 감정이 "세계시민적"인 폴란드 시민의 예로 언급되었다). 제1서기는 증가하는 반유대주의 물결을 진정시키려 노력하며, 유대인 출신 시민 대부분이 폴란드에 충성하며 위협이 되지 않는다고 주장했다. 민족이 아닌 폴란드와 사회주의에 대한 충성만이 유일한 기준이었으며, 당은 기여한 사람들을 높이 평가하고 반유대주의적 성격의 어떠한 현상에도 반대했다. 일부 사람들이 자신이 속한 곳에 대해 양가적인 감정을 느낄 수 있으며, 일부가 이스라엘과 더 밀접하게 연결되어 있다고 느낀다면 고무우카는 그들이 결국 이민을 갈 것으로 예상했다. 그러나 그러한 이성적인 주장을 하기에는 너무 늦었을 수도 있었고, 신중하게 선별된 청중은 긍정적으로 반응하지 않았다. 그들의 집단적인 증오심 표출은 국영 텔레비전에 방영되었다. 고무우카의 발언(정치국원 및 중앙위원회 위원들이 미리 검토, 수정, 승인함)은 며칠 후 지방 당 위원회 제1비서 회의에서 비판을 받았고, 반시온주의 캠페인은 계속해서 줄지 않았다. 미에치스와프 모차르의 내무부 내부 게시판은 고무우카의 시온주의에 대한 명확한 선언 부족과 "범죄자들의 공개적인 숨김"에 대해 언급했다. 최고 당 지도자에 대한 이러한 비판은 전례가 없었으며 모차르 파벌의 영향력과 결단력이 커지고 있음을 나타냈다. 공개적으로 모차르는 전후 소련에서 온 공산주의자들과 폴란드 애국자들(1948년부터 고무우카 자신 포함)을 박해한 공산주의자들을 비난하는 데 집중했다. 이는 제1서기가 반유대주의적 과잉에서 자신을 분리하지 못하고 묵인한 이유를 부분적으로 설명할 수 있다. 당 최고위층의 숙청과 권력 투쟁 해결 시도는 가속화되었다.
대규모 시위 운동과 탄압은 3월과 4월 내내 계속되었다. 반란은 전체 학과의 해체, 수천 명의 학생과 많은 동조 교수진(예: 지그문트 바우만, 레셰크 코와코프스키, 스테판 주우키에프스키 등)의 제명, 체포 및 재판으로 이어졌다. 학생들의 전국적인 조정은 3월 25일 브로츠와프 회의를 통해 시도되었지만, 참석자 대부분은 4월 말까지 투옥되었다. 3월 28일, 바르샤바 대학교 학생들은 저명한 교수진의 해고에 반응하여 폴란드를 위한 성숙한 시스템 개혁의 윤곽을 제시하는 학생 운동 선언을 채택했다. 이 문서는 반대 활동을 위한 새로운 틀을 공식화하고 미래의 연대 반대 운동의 요구 사항에 대한 개념적 선례를 확립했다. 당국은 여러 대학 학과를 없애고 많은 학생들을 군에 입대시키는 것으로 대응했다. 4월 22일로 예정되었던 학생 시위 활동은 바르샤바, 크라쿠프, 브로츠와프에서 진행된 체포 작전으로 인해 저지되었다.
3월 7일부터 4월 6일 사이에 최소 2,725명이 체포되었다. 정부 내부 보고서에 따르면 진압은 효과적이었지만, 학생들은 여전히 브로츠와프에서 오월제 행사를 방해할 수 있었다. 비교적 소수의 잘 알려진 시위 지도자들을 제외하고, 1968년 반란의 알려진 참가자들은 일반적으로 폴란드에서 이후의 반대 운동의 물결에는 다시 나타나지 않았다.
3월 중순까지 시위 운동은 소도시로 확산되었다. 3월에는 100개 도시에서, 4월에는 40개 도시에서 전단지 배포가 보고되었으며, 수많은 체포에도 불구하고 이후 몇 달 동안도 계속되었다. 3월에는 여러 지역에서 거리 시위가 발생했다. 다른 도시들에서는 체포와 재판이 다른 속도로 진행되었는데, 이는 부분적으로 지방 당국이 행사한 재량권 때문이었다. 그단스크는 "행정 처분"과 실제로 법정으로 넘어간 사건 모두에서 가장 높은 비율을 기록했다. 3월/4월 소요 사태 동안 전국적으로 체포 및 구금된 사람들 중 가장 큰 비중은 "노동자" 범주에 속했다.
일부 작가, 주교, 그리고 예지 자비에스키가 이끄는 가톨릭 의원들의 작은 의회 그룹인 즈나크를 포함하여 몇몇은 학생들을 공개적으로 옹호할 용기를 냈다. 즈나크는 3월 11일 총리에게 공식적인 질의를 제출했다. 그들은 경찰의 잔혹한 반학생 개입에 대해 의문을 제기하고, 학생들과 "광범위한 여론"의 민주적 요구에 대한 정부의 의도를 물었다.
4월 8일 정치국 회의에서 스테판 옌드리호프스키는 반유대주의 캠페인을 강력히 비판했지만, 참가자 대다수는 반대 의견을 표명하거나 고무우카의 "중간" 노선을 지지한 후, 4월 9일부터 11일까지 열린 세임 회의에서 간접적으로 위기를 다루었다. 유제프 치란키에비치 총리는 자유유럽방송이 즈나크의 질의를 선전에 이용했다고 주장했다. 다른 연사들은 질의가 주로 폴란드 문제에 대한 적대적인 외세 개입을 유도하는 것을 목표로 한다고 주장했다. 자비에스키는 화해적인 어조로 발언하며 고무우카와 제논 클리슈코에게 코멘트를 전달하고 호소했으며, 그들을 과거 스탈린주의 정치적 박해의 희생자로 인정했다. 그는 가톨릭 공론가 스테판 키셸레프스키에 대한 "미상의 공격자들"의 최근 폭행을 폴란드 문화 대표에 대한 공격으로 해석했다. 당 지도자들은 자비에스키의 폴란드 국무위원회 (집단적 국가원수 기관) 회원 자격을 박탈하고 향후 정치직을 맡는 것을 금지하는 것으로 대응했다. 공개적인 세임 토론 참가자들은 즈나크를 공격하는 데 집중했으며, 3월 시위나 그 진압 사건 및 문제(질의의 주제)에 대해서는 아예 논의를 피했다.
대학 캠퍼스에서 ORMO의 개입 효과와 시민 불만(1970년 폴란드 시위 참조)의 분출은 폴란드 공안부가 이 병력을 대규모로 확장하도록 유도했고, 이는 1979년 최고조에 달했을 때 45만 명 이상의 대원에 이르렀다.

## 반시온주의/유대인 동원과 숙청, 당 정치

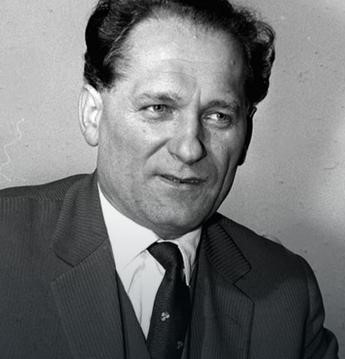
미에치스와프 모차르 장군은 1968년 광범위한 반유대주의 캠페인을 시작하고 주도했다.

1968년 3월, 반시온주의 캠페인, 시끄러운 선전, 대규모 동원이 크게 강화되었다. 유대인 관리, 전 스탈린주의자, 고위급 라이벌 공산주의자 및 현재 자유주의 야당 운동의 도덕적 지지자들을 숙청하는 과정이 가속화되었다. 로만 잠브로프스키, 스테판 스타셰프스키, 에드바르트 오하프, 아담 라파츠키, 마리안 스피할스키 등이 최고위 당 지도자들 중 해임되거나 무력화되었다. 폴란드 공산주의 운동의 유대인 베테랑인 잠브로프스키는 정치적으로 수년간 활동하지 않았고 현재의 위기와는 아무 관련이 없었음에도 불구하고 가장 먼저 당에서 숙청되었다(3월 13일). 전 제1서기 오하프는 "반유대주의 캠페인"에 항의하여 여러 고위직에서 사임했다. 1968년 4월 11일, 세임은 일부 주요 지도부 직책에 대한 변경을 단행했다. 스피할스키는 국방부 장관직을 떠나 보다 명목적인 국무원 의장으로 오하프를 대신했다. 보이치에흐 야루젤스키가 새로운 국방부 장관이 되었다. 반유대주의 숙청의 또 다른 반대자인 라파츠키는 스테판 옌드리호프스키가 외무부 장관으로 대체되었다. 새로운 고등 교육 법령은 정부가 학계에 대한 더 큰 통제권을 갖도록 설계되었다.
고무우카는 "시온주의"보다는 수정주의를 주요 "위험"으로 여겼다. 역사학자 다리우시 스톨라에 따르면, 아내가 유대인이었던 제1서기는 반유대주의적 편견을 가지고 있지 않았다. 그러나 그는 기회주의적이고 도구적으로 모차르 장관과 그가 통제하는 비밀 서비스의 반유대주의적 발의를 허용하고 받아들였다. 이 캠페인은 고무우카에게 지식인 반란과 싸우고, 그것이 노동자 대중에게 퍼지는 것을 막고("동원"하여 그들의 좌절감을 은밀하고 이질적인 "적"에게 돌리고), 궁극적으로 자신의 이익에 맞게 당내 경쟁을 해결하고, 체코슬로바키아의 프라하의 봄 자유화 운동이라는 당에 위험한 시기에 폴란드 상황을 안정시키는 데 필요한 도구를 제공했다. 많은 폴란드인(민족 배경에 관계없이)이 시온주의자로 비난받았다. 그들은 냉소적이거나 편견적이거나 또는 둘 다인 정책에 의해 당에서 추방되거나 경력을 마감했다. 3월 말과 4월 초에 다양한 국가 기관과 기업에서 길게(때로는 며칠 동안 진행된) 당 회의와 토론이 열렸다. 이들은 "시온주의" 문제를 다루고 (기관 자체 내에서) 책임 있고 유죄인 사람들을 식별하고, 당에서 추방하고, 그들이 맡았던 직위에서 해임할 것을 요구하는 데 전념했다.
대중의 관심을 학생 운동과 사회 개혁 옹호에서 벗어나게 하려는 시도가 있었다. 이는 지식인과 예술가들의 언론 자유와 정권과 그 정책을 비판할 권리 옹호에 초점을 맞추었다. 당내 강경 스탈린주의 파벌의 지도자인 모차르는 학생 시위를 "시온주의자들"의 탓으로 돌리고, 시위 활동을 더 큰 반유대주의 캠페인(공식적으로는 "반시온주의"로 묘사됨)과 당 숙청의 구실로 삼았다. 실제로는 학생 및 지식인 시위는 시온주의나 다른 유대인 문제와 일반적으로 관련이 없었다. 학생 반란의 "시온주의적 영감"이라는 퍼져 나간 생각은 부분적으로 정치 질서에 도전하는 사람들, 특히 코만도스 그룹 구성원들 중에 유대인 공산주의자들의 자녀가 존재했기 때문이었다. 그들의 수를 늘리기 위해 "미흐니크스, 슈라이퍼스, 잠브로프스키스"와 같은 비유적 표현이 사용되었다. 바르샤바의 전국 파업 요구(3월 13일)는 반유대주의와 시온주의 모두에 반대했다. 4월 27일 제슈프 고등학교에 걸린 한 현수막에는 "시온주의 동지들에게 경의를 표한다"고 쓰여 있었다.
그러나 고무우카는 "시온주의와 반유대주의는 같은 민족주의 메달의 양면"이라고 경고하며 공산주의는 모든 형태의 민족주의를 거부한다고 주장했다. 고무우카는 서방의 반유대주의 주장을 거부하며 "미국의 공식적인 기관들은 폴란드를 반유대주의로 비난하는 성명을 발표하며 더러운 반폴란드 캠페인에 가담했다. 우리는 미국 집권 세력이 폴란드계 미국 시민들이 좋은 생활 조건과 교육, 책임 있는 직책을 맡을 기회를 폴란드계 유대인 시민들이 가졌거나 지금도 가지고 있는지 확인해 볼 것을 제안한다. 그러면 누가 누구를 민족 차별로 비난할 수 있는지 명확하게 드러날 것이다." 그는 이어서 "오늘날 우리를 반유대주의로 비난하는 서방 시온주의 센터들은 히틀러의 대량 학살 정책이 정복당한 폴란드에서 유대인들을 절멸시키고, 유대인들을 숨기고 도운 폴란드인들을 사형에 처할 때 손가락 하나 까딱하지 않았다"고 말했다. 당 지도자는 서방 비판의 물결에 대응하여 폴란드인의 역사적 사건, 특히 제2차 세계 대전과 홀로코스트에 대한 집단 기억과 일치하지 않는 일부 보고서들을 이용했다.
모차르의 도전은 종종 경쟁하는 정치적 비전(그는 "당원들"로 알려진 민족주의 공산당 파벌의 비공식적인 수장이었다)이라는 측면에서 제시되었지만, 역사학자 안제이 호이노프스키에 따르면 주로 당 지도부 및 전국 각지의 다른 수준에서 세대교체를 위한 압력을 반영했다. 1968년 무렵, 대중과의 소통 능력이 부족했던 고무우카는 인기가 없었고, 자신이 통치하던 대중과 단절되어 있었다. 고무우카가 저항했던 인사 변화는 일반적으로 바람직하고 예상되었으며, 당에서는 모차르 장군이 대안이었다. 많은 수의 젊은 간부들이 정체된 경력을 발전시킬 잠재적 기회에 동기 부여되어 그를 지지했다. 희생양을 찾아(아마도 단순히 누군가가 이스라엘 승리에 열광했다고 주장함으로써) 그들의 대체자가 되는 것은 1968년에 그 방향으로의 진전을 의미했다. 모차르 파벌의 활동은 1968년 소요 사태에 기여한 주요 요인 중 하나였지만, 당 내에서 오랫동안 미뤄졌던 세대교체는 에드바르트 기에레크가 1970년 12월 고무우카를 교체했을 때 비로소 완전히 실현되었다. 모차르 자신은 고무우카의 대체자 또는 후계자가 되기 위한 궁극적으로 실패한 시도에서 무자비하게 캠페인을 벌였다.

## 유대계 폴란드 시민의 이민
틀:알리야
1968년 4월 11일 의회 연설에서 치란키에비치 총리는 정부의 공식 입장을 밝혔다. "사회주의 폴란드에 대한 충성과 제국주의 이스라엘에 대한 충성은 동시에 가능하지 않다. … 이민의 형태로 이러한 결과를 맞이하고 싶은 사람은 어떤 장애물도 만나지 않을 것이다." 떠나는 사람들은 폴란드 시민권을 박탈당했다.
YIVO 연구소의 역사학자 데이비드 엔젤은 다음과 같이 썼다. "내무부는 모든 유대계 폴란드 시민들의 카드 색인을 만들었는데, 심지어 몇 세대 동안 조직적인 유대인 생활과 단절된 사람들도 포함되었다. 유대인들은 학교와 대학의 교직을 포함하여 공공 서비스 직책에서 해고되었다. 생계 수단을 약화시키기 위한 관료적 조치와 때로는 신체적 폭력을 통해 그들에게 나라를 떠나라는 압력이 가해졌다." 폴란드 과학 아카데미의 다리우시 스톨라에 따르면, "'반시온주의 캠페인'이라는 용어는 캠페인이 반이스라엘 정책으로 시작되었지만 빠르게 반유대주의 캠페인으로 변질되었고, 이러한 명백한 반유대주의적 특성이 그 특징으로 남아 있었기 때문에 두 가지 면에서 오해를 불러일으킨다." 선전은 유대인의 출신을 시온주의적 공감과 동일시하여 공산주의 폴란드에 대한 불충을 주장했다. 집회에서는 반유대주의 구호가 사용되었다. 학자, 관리자, 언론인 등 시온주의 신념을 가진 것으로 추정되는 저명한 유대인들은 일자리를 잃었다. 폴란드 국가의 국립추모연구소(IPN)는 우치에서 1968~69년에 일어난 사건을 조사했는데, "각각의 경우 해고 결정은 당에서 제명하는 당 결의안이 선행되었다"고 밝혔다.
조너선 오르앤스타인에 따르면, 제2차 세계 대전 이전 350만 명의 폴란드 유대인 중 홀로코스트 이후에는 35만 명 이하만 남았다. 제2차 세계 대전 종전 후 유대인 국적을 주장한 대부분의 생존자들은 1945년 폴란드 유대인 중앙 위원회에 등록한 사람들을 포함하여 폴란드 건국 초기에 이미 이민을 갔다. 데이비드 엔젤의 추정치에 따르면, 1946년 7월 이전 다양한 시기에 폴란드에 있었던 281,000명 미만의 유대인 중 1947년 중반까지 약 90,000명만이 폴란드에 남아 있었다. 1951년 정부가 이스라엘로의 이민을 금지했을 때에는 80,000명 미만이 남아 있었다. 1957년 소련에서 30,000명이 추가로 도착했지만, 약 50,000명은 1957년부터 1959년까지 고무우카 정부의 장려 아래 폴란드를 떠났는데, 이들은 주로 유대인 정체성을 적극적으로 표출하는 사람들이었다. 1967년까지 약 25,000~30,000명의 유대인들이 폴란드에 살고 있었다. 이들은 점차 동화되고 세속화되었으며, 잘 발전되고 기능하는 유대인 세속 기관을 가지고 있었다. 폴란드에 남은 유대인들 중 다수는 정치적, 직업적 이유로 남았다. 그들의 상황은 1967년 아랍-이스라엘 전쟁과 1968년 폴란드 학생 봉기 이후 변했다. 이때 유대인들은 싸우는 당 파벌들에 의해 희생양으로 이용되었고 다시 대규모 이민을 강요받았다. 엔젤에 따르면, 1968~70년 기간 동안 약 25,000명의 유대인들이 폴란드를 떠났고, 폴란드에는 5,000명에서 10,000명의 유대인만이 남았다. 1968년과 1969년 동안 폴란드에서 이스라엘로 이민 온 유대인은 약 11,200명이었다.
제2차 세계 대전 종전 이후, 소련이 강요한 폴란드 정부는 강력한 대중적 지지가 부족했기 때문에 서기직 및 행정직에 유대인들에게 불균형적으로 의존하는 것이 편리하다고 생각했으며, 많은 유대인들이 정치 및 국내 안보 계급에서 고위직에 올랐다. 그 결과, 역사학자 마이클 C. 슈타인라우프가 지적했듯이, "그들의 집단적 프로필은 신화적인 주도코무나와 더욱더 밀접하게 닮아갔다." 복잡한 역사적 이유로 인해, 유대인들은 전후 폴란드 공산주의 행정부 하에서 많은 억압적인 권한을 가졌다. 1968년 3월, 이들 관리 중 일부는 유대인 출신과 스탈린주의적 동정심 및 범죄를 동일시하는 조직적인 캠페인의 중심이 되었다. 스탈린 시대의 관료들을 표적으로 삼는 것처럼 보이는 정치적 숙청은 배경과 관계없이 모든 폴란드 유대인들에게 영향을 미쳤다.
1967~68년 사건 이전에 폴란드-유대인 관계는 공산주의 폴란드에서 금기시된 주제였다. 이용 가능한 정보는 역사적 사건의 얕고 왜곡된 공식 버전 배포에 한정되었으며, 유대인 대상의 부족에도 불구하고 전통적인 사회적 반유대주의적 불만은 표면 아래에서 끓어오르고 있었다. 전후의 대중적 반유대주의는 반공산주의적이고 반소련적 태도와 밀접하게 연관되어 있었으며, 따라서 당국에 의해 저항을 받았다. 폴란드 반유대주의의 이러한 역사적 우파 지향성 때문에 유대인들은 일반적으로 공산주의 폴란드에서 안전하다고 느꼈고, 통치 체제의 많은 사람들이 공격적인 선전과 심리적 테러 적용을 정당화하기 위해 전전 폴란드 민족주의자들의 반유대주의적 견해를 채택했을 때 "3월 충격"을 경험했다. 캠페인의 외형적인 스탈린주의적 성격은 역설적으로 반스탈린주의적이고 반주도코무나적 수사와 결합되었다. 언론은 사회주의 폴란드에 반하는 과거와 현재의 다양한 유대인 음모를 "폭로"했으며, 종종 편견적인 유대인 고정관념을 사용하여 거대한 유대인 반폴란드 음모로 합쳐지는 것처럼 보였다. 서독-이스라엘 및 미국-시온주의 반폴란드 블록도 "폭로"되었다. 폴란드에서는 구 유대인 스탈린주의자들이 폴란드의 10월의 성과를 좌절시키기 위해 은밀히 자신들의 권력 복귀를 준비하고 있다고 주장되었다. 폴란드에 남아있는 소수의 유대인들은 주로 모차르 장관의 지지자들이 장악한 국가 독점 언론이 만들어내는 참을 수 없는 압력을 받았다. 많은 유대인과 비유대인이 지역 기본 당 조직(POP)에 의해 중상 모략을 당하고 해고되었으며, 그 후 직장에서 해고되어야 했다. 많은 전문직 종사자와 당 비회원들도 희생되었다.
마지막 이민 물결(1968-69년)의 대부분은 이스라엘이 아닌 다른 목적지를 선택했는데, 이는 이스라엘에 대한 그들의 친이스라엘적 헌신이라는 정부의 주장과 모순되었다. 폴란드 사회에서 불균형적으로 그들은 고학력의 전문적이고 뛰어난 인물들을 대표했다. 일부 공산당 활동가들은 이 요소를 중요 직책에 유대인들이 "과도하게 밀집"되어 있는 것으로, 스탈린 시대의 잔재로 인식했으며, 그 결과 그들을 소외시키고 나라에서 추방하라는 요구가 나왔다.
1968년과 그 이후, 전 스탈린주의 강경파였던 유대계 인사 천 명 이상이 폴란드를 떠났는데, 그 중에는 전 검사 헬레나 볼린스카-브루스와 판사 스테판 미흐니크도 있었다. 국립추모연구소는 1968년 3월 이민자들 중 스웨덴에 정착한 미흐니크와 영국에 거주했던 볼린스카-브루스를 포함한 일부가 저지른 스탈린주의 범죄를 조사했다. 두 사람 모두 "법정 살인 공범"으로 기소되었다. 유럽 체포 영장에 근거하여 이들에 대한 인도를 요청했다.
1961년부터 1967년까지 폴란드에서 유대인 이민 평균 비율은 연간 500-900명이었다. 1968년에는 총 3,900명의 유대인이 출국을 신청했다. 1969년 1월부터 8월까지 이민을 간 유대인 수는 거의 7,300명으로, 모두 내무부 기록에 따른다. 보안 기관은 "이스라엘에 가족 배경이 있는" 사람이나 유대인 출신에 대한 포괄적인 데이터를 유지했는데, 여기에는 직위에서 해고된 사람과 공식 직위는 없지만 이스라엘 이민을 신청한 사람도 포함되었다.

## 반시온주의 캠페인의 종식
1968년 4월 11일, 중앙위원회 비서 아르투르 스타레비치는 고무우카에게 캠페인의 선동, 반유대주의 집착 및 기타 측면의 파괴성을 지적하는 포괄적인 서한을 보냈다. 4월 말 고무우카는 자신이 허용한 캠페인이 효용성을 상실하고 통제 불능 상태가 되었음을 깨달았다. 많은 참가자들이 지나치게 열성적이 되었고 다양한 방면에서 불만이 폭증했다. 그러나 이를 종식시키고 정상적인 당 통제와 규율을 회복하는 데는 몇 주간의 반복적인 경고와 다른 노력이 필요했다. 6월 24일, 고무우카는 당 선전 책임자인 스테판 올쇼프스키와 팩스 출판물들이 수행한 역할을 날카롭게 비판했다. 둘 다 3월 11일부터 "반시온주의적"일 뿐만 아니라 "민족주의적" 언론 캠페인에 깊이 관여했다. 7월 1일, 폴란드 유대인 사회문화 협회 전 회장이었던 레오폴드 돔(레오폴드 트레퍼)은 당 수장인 고무우카에게 편지를 썼다. 돔은 천년 폴란드-유대 문명의 업적이 점진적으로 청산되는 것에 대해 신랄하게 불평하며, 동시대 공산주의 폴란드에서 사회와 문화가 파괴되는 수많은 사례를 열거했다.
7월 5일, 고무우카는 내무부와 "일부 문제"가 있음을 인정하고 모차르 장관의 내각 직위 해제를 발표하여 그를 해당 부서의 권력 기반에서 분리시켰다. 모차르의 좌천은 승진으로 포장되었다. 그는 중앙위원회 비서 겸 정치국 부원이 되었다. "모차르 동지는 규율 있는 사람이며 지시받은 대로 할 것이다"라고 고무우카는 해결책을 보았다. 고무우카가 내무부의 반유대주의 비방 캠페인을 단호하게 해체하고 그 가해자들을 처벌(당 지도부에 도전한 것에 대해)할 수 있었다는 사실은 그가 적시에 행동하기로 선택했다면 더 일찍 그렇게 할 수 있었음을 보여준다. 중앙위원회 제12차 전원회의(7월 8~9일)에서 제논 클리슈코는 "반시온주의" 캠페인을 공식적으로 종료했다. 당, 군, 보안 기관(슬루주바 베즈피에첸스트바) 내에서의 내부 공격과 방해는 얼마 동안 고무우카와 클리슈코를 대상으로 계속되었다. 실제로는 SB의 "반시온주의" 활동은 결코 완전히 포기되지 않았다. 1970~80년 동안 야루젤스키 장군은 1968년경 뿐만 아니라 이민 간 1,348명의 유대인 장교들을 이등병 계급으로 강등시켰다. 이러한 지속적인 활동은 비밀리에 진행되었다.
초여름이 되자 언론 선전 기계는 프라하의 봄을 비난하는 데 몰두했다. 8월에는 폴란드 인민군이 바르샤바 조약군의 체코슬로바키아 침공에 참여했다.

## 1968년 사건의 결과
폴란드 통일노동자당 제5차 전당대회가 고무우카의 적극적인 지도 아래 11월에 열렸다. 그의 입지는 확고해졌다. 수적으로 모차르 지지자들이 우세했던 이 대회는 고무우카 파벌의 인사 결정을 따르도록 조작되었다. 당은 최근 23만 명이 넘는 숙청을 거쳐 현재 210만 명의 당원(노동자는 40%에 불과)을 보유하고 있었다. 유대인 활동가들은 떠났지만, 공산주의 지도부의 세대교체가 시작되면서 다른 많은 베테랑들은 남아 있었다. 고무우카는 1970년 12월까지 소수의 측근들과 함께 통치할 수 있었지만, 폴란드, 해외, 그리고 소련 및 다른 동구권 지도자들 사이에서 그의 명성은 실추되었다.
시위 사건과 그 여파의 결과는 반유대주의의 공식적인 조장과 민족주의적 수사 채택에 혐오감을 느낀 좌익 지식인들이 정권으로부터 소외되었다는 점이다. 많은 폴란드 지식인들이 정부 캠페인에 반대했고, 종종 공개적으로 반대했다. 또 다른 결과는 폴란드 이민자들이 서방에서 폴란드 내의 반대 운동을 고무하는 조직에서 활동했다는 점이다.
폴란드 지식인의 소외는 오랜 여파를 남겼고 결국 공산주의 독재의 몰락에 기여했다. 1968년 사건은 앞으로 몇 년 동안 체제에 도전할 사람들의 이념적 진화의 전환점이었다. 예를 들어, 두 번의 당원이었고 1968년 사건에 참여하여 수감되었던 야체크 쿠로뉴는 나중에 노동자방어위원회와 연대 노동자 운동에서 중요한 역할을 했다. 1956년 사건에 앞서고 1970년, 1976년, 1980년 사건에 이어진 1968년 사건은 강한 민족주의 전통, 시민 사회, 강력한 가톨릭 교회를 가진 폴란드가 동구권의 불안정과 약점의 원천임을 보여주었다. 1968년의 "반동적" 연합이 폴란드 통일노동자당에 제시한 위험(당시에도 일부가 경고했던)은 상상 속의 것이 아니라, 그 실현에는 또 다른 20년이 걸렸다.
반유대주의적, 반지식인적, 반학생적 캠페인은 폴란드의 명성을, 특히 서방에서 훼손시켰다. 1968년 3월 탄압에 대한 전 세계적인 비난에도 불구하고, 수년간 공산주의 정부는 "반시온주의" 캠페인의 반유대주의적 성격을 인정하지 않았지만, 일부 신문들은 비판적인 기사를 게재했다. 1988년 2월과 3월, 폴란드 공산주의 정부는 1968년의 반유대주의적 과잉에 대해 공식 사과를 발표했다. 첫째, 이스라엘에서 폴란드 유대인에 관한 회의에서, 둘째, 트리부나 루두에 게재된 성명에서였다. 중앙위원회 보고서는 심지어 폴란드를 떠난 유대인들과의 관계 개선을 위해 이중 국적 도입을 제안하기도 했다.

## 사건 이후

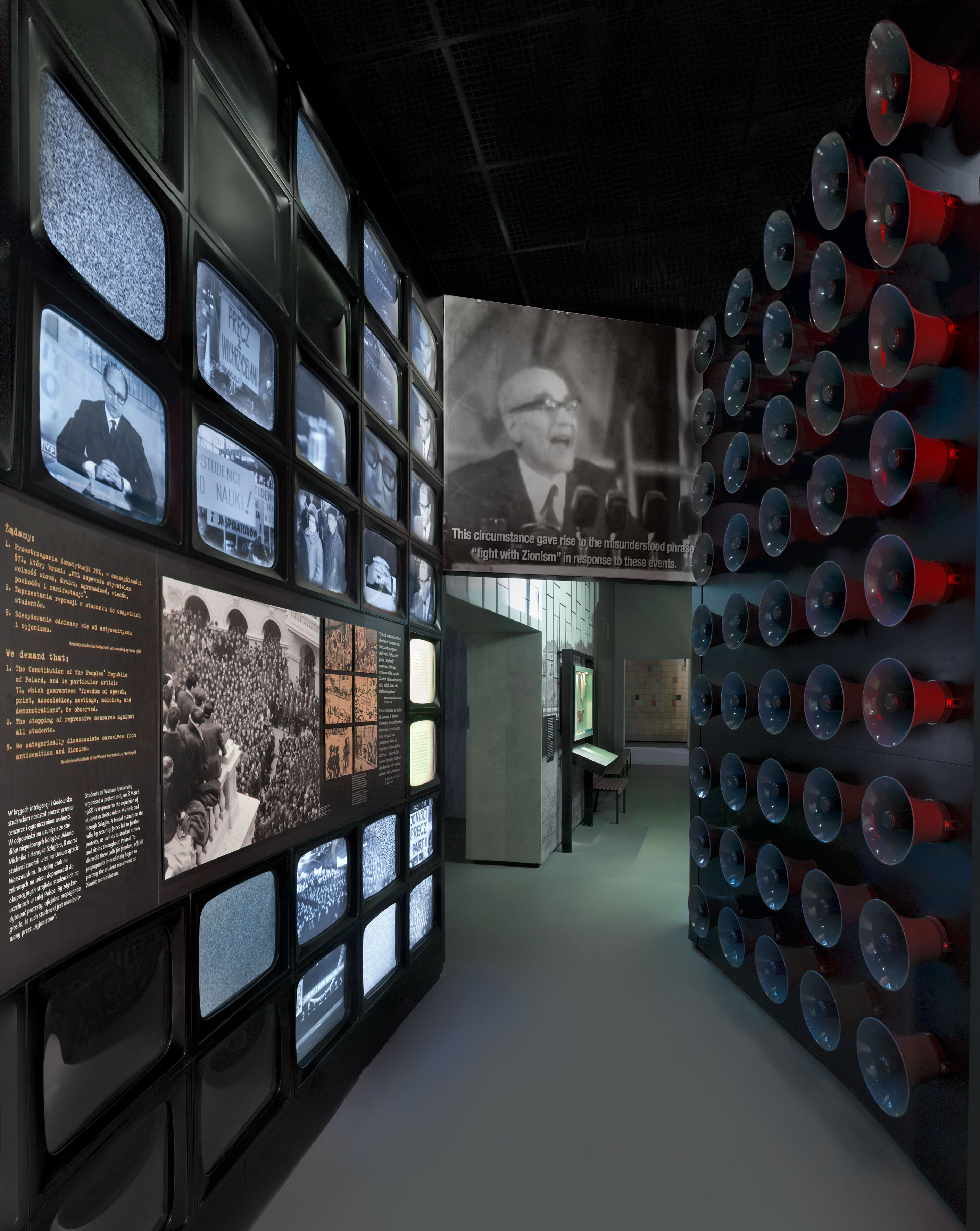
폴린 폴란드 유대인 역사 박물관의 상설 전시 중 3월 사건을 다룬 부분.

공산주의 정권 붕괴 후, 1998년 세임은 1968년 3월 사건의 반유대주의를 공식적으로 규탄했다. 2000년 알렉산데르 크바시니에프스키 대통령은 유대인 학생들 앞에서 "폴란드 대통령이자 폴란드인으로서" 직접 사과했다.
추방 30주년을 맞아, 추방된 폴란드인 대부분이 빈으로 가는 기차를 탔던 바르샤바 그단스크 기차역에 기념 명판이 세워졌다.
2018년 3월 폴란드 대통령 안제이 두다는 1968년 추방되거나 도피를 강요당한 2만 명의 유대인과 관련하여 "오늘 당신들이 여기 없다는 것이 유감스럽다"며 "당시 추방된 사람들과 희생된 가족들에게 폴란드에 대해 용서해달라고 말하고 싶다"고 말했다. 그러나 두다는 자신의 세대가 과거 공산 정권의 행동에 책임이 없다고 말했다. 두다가 과거 폴란드 정부를 비난받을 만한 주체로, 폴란드 시민을 무고한 주체로 구분한 것은 비평가들에게 사과가 아닌 것으로 비춰졌다. 두다의 발언은 또한 폴란드에 대한 손실을 언급하면서 유대인 고정관념을 반복했다. "여러분은 지식인 엘리트이지만, 다른 나라에서는 놀라운 성공을 거둔 존경받는 사람들입니다. 그러나 다른 나라에서 여러분의 창의적인 힘, 과학적 성과, 훌륭한 업적이 폴란드 공화국에 공로가 되지 못했습니다."

## 같이 보기
- 유대인 추방 및 엑소더스
- 유대 볼셰비즘
- 1944년~1946년 중동부 유럽의 반유대 폭력
- 20세기 반유대주의 연표
- 슬란스키 재판
- 의사들의 음모
- 폴란드 유대인
- 트레블린카 작전
- 68운동
- 푸와비아니

## 내용주
a.^ 다음은 폴란드 통일노동자당 홍보 담당자였던 안제이 베르블란이 1968년에 쓴 글이다. "...여러 반동적 경향들의 특이한 정치적 동맹 ... 1968년 2월 29일 폴란드 작가 연맹 바르샤바 지부 임시 총회의 가장 공격적인 연사들의 정치적 계보. 다음은 이 정치적 동맹의 대표적인 인물들이다. 야누아리 그젠진스키 - 피우수트스키주의자, 스테판 키셸레프스키 - 보수적인 가톨릭계 대표, 파베우 야시에니차 - 20년 전 반동적 지하 활동의 적극적인 참여자, 안토니 스워님스키 - 코스모폴리탄 및 시온주의 집단과 연관된 인물, 레셰크 코와코프스키 - 1년 반 전 극단적인 수정주의적 견해와 활동으로 폴란드 통일노동자당에서 제명된 인물."

## 더 읽어보기
- 현대 폴란드의 반유대주의와 그 반대론자들, 로버트 블로바움, 코넬 대학교 출판부, 2005, ISBN 978-0801489693
- 폴란드, 1968년 반유대주의 숙청 50주년 기념

폴란드